# Daniel Reinoso
Daniel Hugo Reinoso Herrera (Guayaquil, 27 settembre 1978) è un ex calciatore ecuadoriano, di ruolo difensore.

## Carriera

### Club
Reinoso ha giocato nelle giovanili della LDU Quito, venendo aggregato in prima squadra a partire dalla Serie A 1998. Nel 2000 è stato ceduto all'Aucas con la formula del prestito. Tornato alla LDU Quito l'anno successivo, è rimasto in squadra per un biennio, per poi svincolarsi.
Reinoso si è poi trasferito in Norvegia, dove ha sposato una ragazza locale e con cui ha avuto una figlia. A partire dal mese di luglio 2003 ha iniziato a giocare per lo Skarp, compagine militante in 2. divisjon, terzo livello del campionato.
Nella finestra di trasferimento estiva del 2004, è stato ingaggiato dal Tromsdalen, squadra della 1. divisjon. Ha debuttato con questa maglia l'8 agosto, subentrando ad Aslak Sokki nella sconfitta per 6-0 in casa dello Start. A fine stagione, il Tromsdalen è retrocesso in 2. divisjon.
Nel 2005 ha sostenuto un provino con il Barcelona SC, a detta del calciatore superato ma che non si è concretizzato per ragioni economiche. Rimasto allora con il Tromsdalen, ha contribuito al ritorno della squadra in 1. divisjon al termine del campionato 2005. Reinoso ha giocato per il Tromsdalen anche nell'annata seguente.
Il 10 febbraio 2010 si è aggregato al Moss, in 1. divisjon, per sostenere un provino. Il 14 febbraio ha firmato ufficialmente per il club. Il 13 maggio successivo ha effettuato il suo debutto in campionato, sostituendo John Andreas Husøy nella sconfitta per 2-0 sul campo del Sogndal. Reinoso ha giocato nel Moss per due stagioni, totalizzando 47 presenze in campionato.
Nel 2009, si è trasferito al Mjøndalen. Ha esordito con questa casacca il 19 aprile, schierato titolare nel pareggio per 1-1 in casa del Notodden. Il 3 ottobre 2010, in occasione del successo casalingo per 3-1 sul Bryne, ha trovato il primo gol in 1. divisjon. Reinoso ha giocato nel Mjøndalen fino al termine del campionato 2011.
Nel 2012, si è trasferito al Tønsberg, in 2. divisjon. Ha disputato la prima partita con questa maglia il 14 aprile, schierato titolare nel successo in trasferta sul campo del Brumunddal col punteggio di 2-3. Il 21 luglio successivo ha trovato la prima rete, nel pareggio per 1-1 maturato in casa del Lillehammer.
Il 7 gennaio 2013 ha fatto ufficialmente ritorno al Moss, in 2. divisjon. Il 20 marzo 2014 si è trasferito allo Sprint-Jeløy, in 3. divisjon. Il debutto in campionato è arrivato il 21 aprile, nella vittoria per 0-6 in casa del Selbak. Il 5 maggio successivo ha trovato la prima rete, nel successo per 1-3 sul Grorud 2. Al termine di quello stesso campionato, la squadra ha centrato la promozione in 2. divisjon. L'anno seguente, Reinoso si è ritirato dall'attività agonistica.

## Statistiche

### Presenze e reti nei club
| Stagione            | Club                | Campionato          | Campionato | Campionato | Coppe nazionali | Coppe nazionali | Coppe nazionali | Coppe continentali | Coppe continentali | Coppe continentali | Supercoppe | Supercoppe | Supercoppe | Totale | Totale |
| Stagione            | Club                | Comp                | Pres       | Reti       | Comp            | Pres            | Reti            | Comp               | Pres               | Reti               | Comp       | Pres       | Reti       | Pres   | Reti   |
| ------------------- | ------------------- | ------------------- | ---------- | ---------- | --------------- | --------------- | --------------- | ------------------ | ------------------ | ------------------ | ---------- | ---------- | ---------- | ------ | ------ |
| 1998                | LDU Quito           | A                   | ?          | ?          | -               | -               | -               | CC                 | ?                  | ?                  | -          | -          | -          | ?      | ?      |
| 1999                | LDU Quito           | A                   | ?          | ?          | -               | -               | -               | CL                 | ?                  | ?                  | -          | -          | -          | ?      | ?      |
| 2000                | Aucas               | A                   | ?          | ?          | -               | -               | -               | -                  | -                  | -                  | -          | -          | -          | ?      | ?      |
| 2001                | LDU Quito           | B                   | ?          | ?          | -               | -               | -               | -                  | -                  | -                  | -          | -          | -          | ?      | ?      |
| 2002                | LDU Quito           | A                   | ?          | ?          | -               | -               | -               | -                  | -                  | -                  | -          | -          | -          | ?      | ?      |
| Totale LDU Quito    | Totale LDU Quito    | Totale LDU Quito    | ?          | ?          |                 | -               | -               |                    | ?                  | ?                  |            | -          | -          | ?      | ?      |
| lug.-dic. 2003      | Skarp               | 2D                  | ?          | ?          | CN              | -               | -               | -                  | -                  | -                  | -          | -          | -          | ?      | ?      |
| gen.-ago. 2004      | Skarp               | 2D                  | ?          | ?          | CN              | ?               | ?               | -                  | -                  | -                  | -          | -          | -          | ?      | ?      |
| Totale Skarp        | Totale Skarp        | Totale Skarp        | ?          | ?          |                 | ?               | ?               |                    | -                  | -                  |            | -          | -          | ?      | ?      |
| ago.-dic. 2004      | Tromsdalen          | 1D                  | 11         | 0          | CN              | -               | -               | -                  | -                  | -                  | -          | -          | -          | 11     | 0      |
| 2005                | Tromsdalen          | 2D                  | ?          | ?          | CN              | ?               | ?               | -                  | -                  | -                  | -          | -          | -          | ?      | ?      |
| 2006                | Tromsdalen          | 1D                  | 26         | 0          | CN              | ?               | ?               | -                  | -                  | -                  | -          | -          | -          | 26+    | 0+     |
| Totale Tromsdalen   | Totale Tromsdalen   | Totale Tromsdalen   | 37+        | 0+         |                 | ?               | ?               |                    | -                  | -                  |            | -          | -          | 37+    | 0+     |
| 2007                | Moss                | 1D                  | 22         | 0          | CN              | ?               | ?               | -                  | -                  | -                  | -          | -          | -          | 22+    | 0+     |
| 2008                | Moss                | 1D                  | 25         | 0          | CN              | ?               | ?               | -                  | -                  | -                  | -          | -          | -          | 25+    | 0+     |
| 2009                | Mjøndalen           | 1D                  | 28         | 0          | CN              | ?               | ?               | -                  | -                  | -                  | -          | -          | -          | 28+    | 0+     |
| 2010                | Mjøndalen           | 1D                  | 27         | 1          | CN              | 3               | 0               | -                  | -                  | -                  | -          | -          | -          | 30     | 1      |
| 2011                | Mjøndalen           | 1D                  | 2          | 0          | CN              | 0               | 0               | -                  | -                  | -                  | -          | -          | -          | 2      | 0      |
| Totale Mjøndalen    | Totale Mjøndalen    | Totale Mjøndalen    | 57         | 1          |                 | 3+              | 0+              |                    | -                  | -                  |            | -          | -          | 60+    | 1+     |
| 2012                | Tønsberg            | 2D                  | 25         | 2          | CN              | 1               | 0               | -                  | -                  | -                  | -          | -          | -          | 26     | 2      |
| 2013                | Moss                | 2D                  | 20         | 1          | CN              | 0               | 0               | -                  | -                  | -                  | -          | -          | -          | 20     | 1      |
| Totale Moss         | Totale Moss         | Totale Moss         | 67         | 1          |                 | ?               | ?               |                    | -                  | -                  |            | -          | -          | 67+    | 1+     |
| 2014                | Sprint-Jeløy        | 3D                  | 24         | 2          | CN              | 2               | 0               | -                  | -                  | -                  | -          | -          | -          | 26     | 2      |
| 2015                | Sprint-Jeløy        | 2D                  | 9          | 1          | CN              | 0               | 0               | -                  | -                  | -                  | -          | -          | -          | 9      | 1      |
| Totale Sprint-Jeløy | Totale Sprint-Jeløy | Totale Sprint-Jeløy | 33         | 3          |                 | 2               | 0               |                    | -                  | -                  |            | -          | -          | 35     | 3      |
| Totale              | Totale              | Totale              | 219+       | 7+         |                 | 6+              | 0+              |                    | ?                  | ?                  |            | -          | -          | 225+   | 7+     |